# Bethlen-kastély (Betlenszentmiklós)
A betlenszentmiklósi Bethlen-kastély műemlék Romániában, Fehér megyében. A romániai műemlékek jegyzékében az AB-II-a-A-00323 sorszámon szerepel. Balázsfalvától északkeletre, a Kis-Küküllő mentén emelkedő dombsor egyik magaslatára épült. A kastély fontos építésztörténeti lépcsőfok volt a késő erdélyi reneszánsz fejlődésében, ebben a stílusirányzatban keveredtek a nyugati reneszánsz, és a népi magyar építészeti hagyományai.

## Története
A kastélyt Bethlen Miklós (1642-1716) tervezte, aki nyugat-európai útjaiból, illetve a helyi népi hagyományokból merített ihletet. Az építkezési munkálatok 1667 és 1683 között zajlottak. A XVIII. század második felében a kastélyt renoválták, így a barokk építészet néhány eleme is megtalálható a kastélyon. A Bethlen család kezéről – a 19. század elején – a Brukenthal család birtokába, majd 1945-ben a román állam tulajdonába került. A román műemlékvédelmi hatóság azonban egyáltalán nem törődött vele, így többek között gazdasági intézményként, óvodaként, társasházként, sőt még sertésfeldolgozó üzemként is használták. Manapság az épület üresen áll.